# Římskokatolická farnost Mníšek pod Brdy
Římskokatolická farnost Mníšek pod Brdy je jedno z územních společenství římských katolíků v příbramském vikariátu s farním kostelem sv. Václava.

## Kostely farnosti
| Kostel                       | Místo           | Bohoslužba                              |
| ---------------------------- | --------------- | --------------------------------------- |
| Všech svatých                | Líšnice         | ne 10.30                                |
| sv. Václava                  | Mníšek pod Brdy | ne 08.30 po čt pá 18.00                 |
| sv. Maří Magdalény, Skalka   | Mníšek pod Brdy |                                         |
| Panny Marie, Malá Svatá Hora | Mníšek pod Brdy | dle ohlášení                            |
| Nanebevzetí Panny Marie      | Kytín           | ne 14.30                                |
| Navštívení Panny Marie       | Čisovice        | so 14.30 pouze 1. sobota v měsíci       |
| sv. Ducha                    | Trnová          | so 14.30 pouze poslední sobota v měsíci |

## Osoby ve farnosti
Mgr. Ing. Jan Dlouhý, farář